# گرگ‌ها (فیلم ۲۰۱۴)
گرگ‌ها (انگلیسی: Wolves) فیلمی در ژانر اکشن ترسناک به کارگردانی و نویسندگی دیوید هیتر است که در سال ۲۰۱۴ منتشر شد. لوکاس تیل، جیسون موموآ، استیون مک‌هتی، جان پایپر-فرگوسن و مریت پترسن بازیگران فیلم هستند.

## داستان
کایدن (لوکاس تیل) پسر نوجوانی که در آستانه فارغ‌التحصیلی از دبیرستان است. یک شب، هنگامی که به گرگینه تبدیل می‌شود ناخواسته والدینش را به قتل می‌رساند. او پریشان و ناراحت به جاده می‌زند و با شخص مرموزی به نام جو (جان پایپر-فرگوسن) آشنا می‌شود که او نیز گرگینه است. جو به کایدن توضیح می‌دهد که گرگینه‌ها دو نژاد اصیل و گازگرفته دارند، گاز‌گرفته‌ها وحشی هستند و توانایی به دنیا آوردن گرگینه‌ها را ندارند، اصیل‌ها نیز جمعیت کمی از گرگینه‌ها را تشکیل می‌دهند که به سمت آمریکای شمالی مهاجرت کرده‌اند. کایدن متوجه می‌شود که والدینش او را به سرپرستی گرفته‌اند و او در اصل یک گرگینه اصیل است. جو به کایدن می‌گوید که برای یافتن اطلاعات بیشتر می‌تواند به شهر لوپین‌ریج برود. کایدن نیز به لوپین‌ریج می‌رود و ...

## بازیگران
- لوکاس تیل
- جیسون موموآ
- مریت پترسن
- جان پایپر-فرگوسن
- میریام مک‌دانلد
- استیفن مک‌هتی
- آدام بوچر
- آدام مک‌دونالد